# Рынок детской обуви в России
Рынок детской обуви в России — один из самых ёмких сегментов отечественного рынка детских непродовольственных товаров.

## Особенности рынка детской обуви в России
Ключевыми факторами развития рынка являются: рождаемость, развитие у населения культуры потребления детских товаров. Рост рождаемости напрямую влияет только на рынок товаров для новорождённых, для остальных сегментов он имеет отложенный эффект.
Оборот рынка детской обуви обеспечивается во многом за счёт того, что детская обувь, требует постоянного обновления: спрос на товары для детей не имеет прямой зависимости от цен и уровня дохода семьи.
На детскую одежду и обувь в России приходится около 35 % среднемесячных «детских» семейных расходов. При этом около 20 % тратится на одежду, на втором месте по тратам — обувь, на третьем — игрушки. Расходы на одежду для второго и третьего ребёнка в 2 раза ниже, чем для первого.
По результатам исследований, в среднем по России семья с одним ребёнком тратит на покупку детской одежды около 1260 рублей в месяц, на приобретение детской обуви — примерно 930 рублей в месяц.
Характерной особенностью рынка детской обуви, как сегмента рынка детских товаров, является целевой потребитель, поскольку решение о покупке принимают родители, а продукт «потребляют» дети. Это касается, прежде всего, возрастного сегмента от 0 до 3 лет. Но чем старше ребёнок, тем он больше включается в процесс выбора товара.
В 1990-х годах многие российские семьи старались сэкономить на покупках одежды и обуви, так как дети из них быстро вырастают. С 2000-х годов родительское отношение к одежде их детей меняется от «лишь бы было тепло» к поиску качественных и красивых вещей. Это стало мощным стимулом для развития детской промышленности в России.
Однако ориентируясь при выборе обуви для детей на торговую марку как на залог качества, покупатель нередко может столкнуться с подделкой (в том числе под «импортными» названиями может скрываться некачественный ширпотреб). Определить «на вид» качественную обувь довольно сложно. Порой, даже выбирая внешне привлекательную и удобную детскую обувь, покупателю сложно определить, как долго будет носиться эта обувь.
На сегодняшний день потребительская лояльность на рынке детской обуви в России, выражающаяся в повторных покупках товаров определённой марки, имеет ограниченный характер.
В целом роль брендов на рынке детской обуви пока незначительна, а доля брендированной продукции не превышает 40 %.

## Особенности потребления детской обуви в России
В период становления рынка детской обуви детским магазинам было очень сложно противостоять специализированным рынкам, которые располагали значительными площадями и предлагали широкий ассортимент недорогой детской обуви. В российских регионах в городах с населением менее 1 млн человек рынки и ярмарки остаются крупнейшим каналом продаж детской обуви, через которые проходит до 80 % поставляемой в регионы детской обувной продукции.
В Москве до сих пор успешно работают крупнейшие рынки детских товаров «Совёнок», «Центральная детская ярмарка» на Тульской, «Детская ярмарка на Коломенской» и др.
Несмотря на это, в Москве и Санкт-Петербурге чаще всего родители одевают и обувают детей в специализированных детских магазинах вторым по популярности местом являются гипермаркеты, а в городах с населением менее 1 млн человек на второе место выходят рынки и ярмарки. В магазинах представлено большое количество марок иностранных и российских производителей — от доступных до элитных.

## Рынок детской обуви в России: итоги, прогнозы
После распада СССР российская детская обувь была практически полностью вытеснена с рынка товарами из Китая и Турции. Возрождение российской детской индустрии началось только в XXI веке, когда оживилась деятельность российских производителей, выпускающих все более конкурентоспособную продукцию, а также в большом количестве стала появляться качественная детская обувь из Европы и стран Юго-восточной Азии.
На протяжении последних трёх лет эксперты отмечают подъём рынка детской и подростковой обуви в России.
Объём российского рынка детской обуви в натуральном выражении, по оценке экспертов, с 2008 года растёт примерно на 16 % в год; Темпы роста производства детской обуви почти одинаковы с темпами роста его спроса. В денежном выражении его объём составляет около $2,6 млрд. По оценкам Национального обувного союза, общий объём рынка детских обувных товаров в России составляет около 120—150 млн.пар. Производство отечественной детской обуви с 2008 года выросло на 87 %, но её доля на рынке по-прежнему занимает незначительную часть.
Связать рост спроса на отечественную детскую обувь можно как с успехом отдельных крупных обувщиков в модернизации производства и развитии современных конкурентных предприятий и розницы, так и с общим улучшением мезоэкономического фона.
В период кризиса многие российские обувные компании переориентировались на отечественный рынок и провели цикл оптимизации в процесса для сокращения издержек, в частности, издержек по закупке кожи (к сожалению, по-прежнему в значительной степени импортной), улучшили систему управления запасами.
В настоящий момент действуют также повышенные пошлины на импортированную обувь, что даже в условиях немаленьких пошлин на импорт кожи способствует относительному выравниванию конкурентных возможностей российских компаний и зарубежных производителей обуви, реализующих свою продукцию на российском рынке.
Перспективы развития отечественного рынка определяет принятая по распоряжению Правительства РФ от 11 июня 2013 г. № 962-р «Стратегия развития индустрии детских товаров Российской Федерации до 2020 год».
План первоочередных мероприятий на 2013—2015 годы по реализации Стратегии направлен на создание в России конкурентоспособной, устойчивой и структурно сбалансированной индустрии детских товаров. Он предусматривает создание условий для увеличения доли российских товаров для детей на рынке; развитие инновационного и экспортного потенциала российских предприятий индустрии детских товаров; повышение доступности, безопасности и качества товаров для детей.

## Иностранные производители детской обуви на рынке России
Основную долю современного российского «детского» рынка о занимает продукция из Китая, и других стран азиатского региона. Их доля колеблется от 60 % в сегменте товаров для новорождённых до 90 % в сегменте детской обуви и одежды.
В то же время российский покупатель негативно относится к обуви, импортируемой из Китая или других азиатских стран из-за её низкого качества. Многие производители, зная мнение российских покупателей, что если товар китайского производства, то значит он некачественный, стараются скрыть страну производителя товара. Хотя и в Китае работает много обувных фабрик, (например производители Dinosoles ,Ginoble) которые строго следят за качеством выпускаемой продукции и в определённой мере зарекомендовали себя у российских закупщиков детской обуви. Но и немало таких фирм, которые производят некачественный, но дешёвый ширпотреб.
Российский рынок детской обуви представляет не только дешёвую китайскую обувь, но и обувь дорогих западноевропейских марок. Значительное число ведущих мировых производителей обуви имеют свои подразделения в Китае, где дешёвая рабочая сила и выпускается с конвейера более 50 % мировых объёмов производства обуви.
Доля Китая на обувном рынке в детском сегменте равна примерно 50 % всего объёма импорта. Финская детская обувь занимает 36 % импорта. Эстония представляет на рынке 4 % импорта.
Главной проблемой рынка считается нелегальный ввоз детской обуви в Россию.
Серьёзной проблемой является достаточно высокая доля контрафактной продукции и «серого» импорта на российском рынке товаров для детей. В результате, предлагаемая покупателям продукция оказывается очень низкого качества. Роспотребнадзор регулярно фиксирует наличие в товарах опасных веществ и их несоответствие санитарным нормам.
Следует отметить, что отечественные производители в основном ориентируются на выпуск мужской обуви, которая на рынке более конкурентоспособная, далее на женскую обувь и меньше выпускают детскую обувь — порядка 20 %. Российские обувные компании производят в основном обувь в среднем ценовом сегменте.